# خيسوس هومبيرتو مارتينيز
خيسوس هومبيرتو مارتينيز (بالإسبانية: Jesús Humberto Martínez)‏ هو سياسي مكسيكي، ولد في 31 ديسمبر 1956 في ماتاموروس في المكسيك. نشط حزبياً في الحزب الثوري المؤسساتي. وقد انتخب عضو مجلس النواب المكسيك.